# Julie (film fra 2011)
 For alternative betydninger, se Julie. (Se også artikler, som begynder med Julie)
Julie er en dansk spillefilm fra 2011, instrueret af Linda Wendel, der også skrev filmens manuskript og producerede filmen. Julie er en gendigtning af August Strindbergs Frøken Julie.
Den 80 minutter lange spillefilm havde premiere den 7. juli 2011 i Danmark og blev vist på CPH:PIX og på filmfestivaler i Mannheim, Göteborg, Lecce og Skt. Petersborg, men modtog ingen priser.

## Handling
Filmen handler om tennispigen Julie, der forelsker sig i sin tennistræner for at gøre sig fri af sin ambitiøse far.

## Medvirkende
- Birgitte Hjort Sørensen som Julie
- Rolf Hansen som Jan
- Trine Appel som Kristine
- Jesper Christensen som Mester
- Dan Boie Kratfeldt som Håndlanger
- Niels Skousen som Eddy

## Anmeldelser og modtagelse blandt publikum
Filmen fik overvejende negative anmeldelser. Filmen fik tildelt 2 stjerner af Berlingske Tidende, og også Politiken (to stjerner ud af 6) og Dagbladet Information gav filmen en hård medfart. Nordjyske tildelte filmen 3 ud af 6 stjerner.
Filmen blev ikke en kommerciel succes. Blot 155 biografgængere løste billet (andre kilder angiver tallet til 127), hvilket gør filmen til den mindst sete danske biograffilm siden 2000. Filmen er dog udgivet på DVD.